# Baltimore
Baltimore er den største by i den amerikanske delstat Maryland med 585.708(2020) indbyggere og hjemsted for det internationalt anerkendte Johns Hopkins University. 
Byen blev grundlagt 30. juli 1729. I Baltimores havn ligger Fort McHenry, der kom under angreb af britiske styrker i 1812-krigen, og hvis forsvar inspirerede Francis Scott Key til at skrive digtet The Star-Spangled Banner, der er teksten til USA's nationalmelodi.
Baltimore er hjemsted for det amerikanske fodboldhold Baltimore Ravens.

## Venskabsbyer
- Gbarnga, Liberia (1973)
- Odessa, Ukraine (1974)
- Kawasaki, Kanagawa, Japan (1978)
- Piræus, Grækenland (1982)
- Luxor, Egypten (1982)
- Rotterdam, Holland (1985)
- Xiamen, Kina (1985)
- Genova, Italien (1985)
- Alexandria, Egypten (1995)
- Ashkelon, Israel (2005)
- Bremerhaven, Tyskland (2007)